# 南河内フルーツロード
南河内フルーツロード（みなみかわちフルーツロード）は、大阪府の南河内地域を縦断する広域農道及び農免農道の愛称。

## 概要
府内でも有数のフルーツの産地である南河内地域のPRのため、農産物流の効率化や都市と農村の交流の促進などを目的として整備された南河内地域の広域農道・農免道路について、2023年3月に愛称がつけられた。
- 南河内産の主なフルーツは、ぶどう、いちじく、みかん、いちご、ももなど

## 構成道路と主な交差道路
- 広域農道（金剛地区の一部）
  - 大阪府道27号柏原駒ヶ谷千早赤阪線～国道166号～大阪府道704号竹内河南線～大阪府道200号上河内富田林線
  - 国道309号～大阪府道705号富田林五條線～大阪府道211号中津原寺元線
- 農免道路
  - 河南中地区（大阪府道27号柏原駒ヶ谷千早赤阪線～大阪府道705号富田林五條線）
  - 佐備神山地区（大阪府道705号富田林五條線～国道309号）
  - 東条地区（国道309号～大阪府道202号森屋狭山線～大阪府道209号東阪三日市線）

なお南河内の広域農道全体はもともと「南河内グリーンロード」の愛称であったが、今回その一部の愛称が「南河内フルーツロード」に変更されたため、残る金剛地区の一部（国道310号～大阪府道214号河内長野千早城跡線～国道371号）、岩湧地区（国道371号～大阪府道221号加賀田片添線～整備中）の区間のみが「南河内グリーンロード」とされている。

## 通過する市町村および関連施設
- 羽曳野市 - 道の駅しらとりの郷・羽曳野 あすかてくるで
- 太子町 - 道の駅近つ飛鳥の里太子
- 河南町 - 道の駅かなん
- 富田林市 - 富田林市農業公園（サバーファーム）にこにこ市場
- 千早赤阪村 道の駅ちはやあかさか